# Hội nghị Lư Sơn
 Hội nghị Lư Sơn  đề cập đến hội nghị mở rộng từ ngày 2 tháng 7 đến ngày 1 tháng 8 năm 1959 của Bộ Chính trị Đảng Cộng sản Trung Quốc tại Lư Sơn, Giang Tây và hội nghị ủy ban trung ương đảng Cộng sản Trung Quốc khóa 8 diễn ra từ ngày 2 tháng 8 năm 1959 đến ngày 16 tháng 8 năm 1959. Chủ đề ở giai đoạn đầu của hội nghị là tổng kết kinh nghiệm, sửa chữa sai lầm. Vào ngày 14 tháng 7, Bành Đức Hoài đã viết một bức thư cho Mao Trạch Đông bàn về những vấn đề khách quan đương thời, nêu rõ ý kiến của ông về những sai lầm tả khuynh của Mao Trạch Đông, trần thuật những giáo huấn trước năm 1958. Sau đó trong hội nghị, một cuộc đấu tranh đã được khai triển chống lại cái gọi là “Tập đoàn phản đảng Bành Đức Hoài, Hoàng Khắc Thành, Trương Văn Thiên, Chu Tiểu Châu”. Sau đó hội nghị toàn thể khóa 8 được triệu tập, thông qua 《nghị quyết của hội nghị toàn thể khóa tám của Ủy ban trung ương khóa tám của Đảng Cộng sản Trung Quốc về sai lầm của tập đoàn phản Đảng do đồng chí Bành Đức Hoài đứng đầu 》, nghị quyết 《 Đấu tranh để bảo vệ đường lối chung của đảng, đấu tranh phản đối chủ nghĩa cơ hội hữu khuynh 》, 《 Quyết định kỷ luật đồng chí bí thư thuộc Ban Bí thư trung ương Hoàng Khắc Thành 》, 《 Nghị quyết khai triển phong trào tăng cường sản xuất và bảo tồn 》 và thông cáo về hội nghị toàn thể lần thứ tám của Uỷ ban trung ương khóa 8.

## Trong hội nghị

### Thảo luận giữa các tiểu tổ
Hội nghị tiền kỳ đích nghị đề thị tổng kết kinh nghiệm, sửa chữa sai lầm, chú trọng thảo luận 19 vấn đề do Mao Trạch Đông đề xuất, bao quát tình hình, nhiệm vụ, thể chế, tuyên truyện, cân bằng toàn diện, đường lối quần chúng, quan hệ hợp tác khu vực, nhà ăn công cộng, thị trường sơ cấp nông thôn, tiểu đội sản xuất, một vài đơn vị kế toán và các vấn đề khác. Tại hội nghị này Chủ tịch Ủy ban Trung ương Đảng Cộng sản Trung Quốc Mao Trạch Đông động viên toàn đảng hoàn thành nhiệm vụ sản xuất Đại nhảy vọt. Ký lục đương thời là Lý Duệ nhận xét rằng, hội nghị Lư Sơn lúc khởi đầu thực sự hơi giống với “ Hội thần tiên”, “gặp gỡ vào ban ngày, thăm núi, đi bộ và khiêu vũ vào ban đêm”. Bài phát biểu của Mao Trạch Đông trên đường đến Lư Sơn vào ngày 29 và 02 tháng 7 nói rằng tình hình chung cho thấy kết quả mà đảng nhận được thực sự vĩ đại, dù vấn đề không thiếu, nhưng tiền đồ vẫn luôn tươi sáng , ông yêu cầu người tham gia khẳng định tiền đề thành tích, tổng kết giáo huấn và kinh nghiệm, thống nhất nhận thức toàn đảng :109. Mao Trạch Đông qua cuộc Đại nhảy vọt rút ra giáo huấn chủ yếu và quan trọng, trong đó có việc thiếu sự tổng hợp toàn diện, thứ tự nên kinh tế quốc dân trong quá khứ gồm nông nghiệp, công nghiệp nặng và nhẹ chỉ biết chấp hành theo cuốn《Luận thập đại quan hệ》 một cách an bài. Đổi lại, Đổi lại, kế hoạch kinh tế quốc gia nên được sắp xếp theo thứ tự nông nghiệp, công nghiệp nhẹ và công nghiệp nặng, và công nghiệp nặng sẽ phục vụ công nghiệp nhẹ và nông nghiệp.
Vào cuối chiều ngày 10 tháng 7, Mao Trạch Đông đã đề cập đến tình hình đoàn kết trong đảng và các vấn đề khác. Từ đường lối chính xác chung và toàn cục, nhấn mạnh rằng những sai lầm trong cả thành tựu và khuyết vẫn là mối quan hệ giữa chín ngón tay và một ngón tay, và bên cạnh đó phê phán mối quan hệ giữa lợi và hại :541-542. Vào ngày 14 tháng 7, hội nghị ban hành 《 Hồ sơ về các vấn đề của hội nghị Lư Sơn 》 (bản thảo), chính sách “Ba ngọn cờ hồng” một lần nữa được khẳng định, đồng thời chỉ ra một số sai lệch trong chính sách của phong trào "Đại nhảy vọt" :542.

## Văn bản tham khảo
- lý duệ trứ: 《lư sơn hội nghị thật lục》, xuân thu xuất bản xã, hồ nam giáo dục xuất bản xã, 1989 niên 4 nguyệt, sơ bản, ISBN 978-7-5069-0199-4. 《 lư sơn hội nghị thật lục (tăng đính bổn) 》, hà nam nhân dân xuất bản xã, 1994 niên 6 nguyệt, sơ bản, ISBN 978-7-215-03072-5; tăng đính bổn đệ tam bản (1999 niên). 《 lư sơn hội nghị thật lục 》, thiên địa đồ thư hữu hạn công tư, 1993 niên 1 nguyệt, sơ bản, ISBN 978-962-257-661-2